# 鵜渡島
鵜渡島（うどじま）は、徳島県阿南市橘町にある島である。

## 地理
阿南市橘町の橘湾内に位置する無人島である。
大潟港の南にあり、鵜渡島の西方に位置する長島とともに大潟干潟を形成している。また干潮時には海岸と陸続きとなる。